# Carmópolis de Minas
Carmópolis de Minas är en kommun i Brasilien.   Den ligger i delstaten Minas Gerais, i den sydöstra delen av landet, 600 km sydost om huvudstaden Brasília. Antalet invånare är 17 050.
Omgivningarna runt Carmópolis de Minas är huvudsakligen savann. Runt Carmópolis de Minas är det ganska glesbefolkat, med 23 invånare per kvadratkilometer.